# Weißwangenmakak
Der Weißwangenmakak (Macaca leucogenys) ist eine erst 2015 neu beschriebene Makakenart, die im Kreis Mêdog im Südosten von Tibet und möglicherweise auch in angrenzenden indischen Gebieten vorkommt. Aufgrund ethischer Bedenken in Bezug auf die Tötung wildlebender Primaten wurden die Typusexemplare nicht getötet, um sie präpariert in Museen zu hinterlegen, sondern nur direkt oder mit Hilfe von Kamerafallen fotografiert.

## Beschreibung
Der Weißwangenmakak ist stämmig gebaut und hat einen relativ kurzen Schwanz. Männchen sind größer als die Weibchen. Die Art kann durch ihr Fell und die Morphologie des Penis von den anderen im südöstlichen Tibet und im angrenzenden nordöstlichen Indien vorkommenden Makakenarten unterschieden werden. Das Rückenfell adulter Individuen ist einheitlich hell-, dunkel- oder schokoladenbraun, das Fell auf Bauch und Brust ist heller. Jungtiere haben ein dunkel- bis schokoladenbraunes Rückenfell. Charakteristisch und namensgebend (altgriechisch λευκός leukos, deutsch ‚weiß‘, γένυς genys, deutsch ‚Kinnlade‘, ‚Wange‘) ist ein heller bis weißer Wangen- und Kinnbart, der bei den Ohren beginnt, diese bei Erwachsenen verdeckt, und dem Gesicht eine runde Form verleiht. Wie beim Arunachalmakak (M. munzala) verläuft ein schmaler dunkler Streifen vom äußeren Augenwinkel bis zum Ohr. Die nackte Haut am Maul ist dunkel, der Bereich um die Augen hell rosig. Die Haare am Hals sind lang und dick. Den Jungtieren fehlt der weiße Wangen- und Kinnbart noch. Ihr Gesichtshaar ist dunkler als das der Erwachsenen, die nackte Gesichtshaut rötlich bis hell. Der Schwanz ist kurz, kürzer als der des Assam-Makaken (M. assamensis pelops), aber länger als der des Tibetmakaken (M. thibetana). Das mittlere Verhältnis von Schwanzlänge zur Kopf-Rumpf-Länge ist 0,43 bei den Männchen und 0,42 bei den Weibchen. Der Schwanz ist fast haarlos, verjüngt sich zum Ende und bei einigen Exemplaren (40 von 91) ist das Schwanzende zum Boden gerichtet. Zwischen Eichel und Penisschaft ist keine Einbuchtung sichtbar (basierend auf drei Fotos von nur einem Männchen) und die Eichel ist rund, während die der anderen Makaken aus der M.-sinica-Gruppe pfeilförmig ist. Der Hodensack ist dunkel oder von dunklen Haaren bedeckt.

## Lebensraum
Der Weißwangenmakak lebt in Gruppen mit mehreren Männchen und Weibchen und kommt vom tropischen Bergwald in Höhen von 1400 Metern bis zu immergrünen, vor allem aus großblättrigen Laubbäumen gebildeten, Wäldern in Höhen von 2700 Metern vor. Bei Anwesenheit von Menschen geben die erwachsenen Affen schrille, quietschende Alarmrufe von sich und fliehen auf die Bäume. Die Alarmrufe unterscheiden sich von denen, die Assam-Makaken ausstoßen.
Das südöstliche Tibet hat eine reichhaltige endemische Flora und Fauna. In den letzten Jahren wurden aus dieser Region der Burmesische Stumpfnasenaffe (Rhinopithecus strykeri) und Hoolock hoolock mishmiensis, eine Unterart des Westlichen Weißbrauengibbons, beschrieben.